# خوان سانچز مینیو
خوان سانچز مینیو (انگلیسی: Juan Sánchez Miño؛ زادهٔ ۱ ژانویهٔ ۱۹۹۰) بازیکن فوتبال اهل آرژانتین است.
از باشگاه‌هایی که در آن بازی کرده‌است می‌توان به باشگاه فوتبال تورینو، باشگاه فوتبال بوکا جونیورز، باشگاه فوتبال استودیانتس، باشگاه ورزشی کروزیرو، و باشگاه اتلتیکو ایندپندینته اشاره کرد.